# Bardiglio

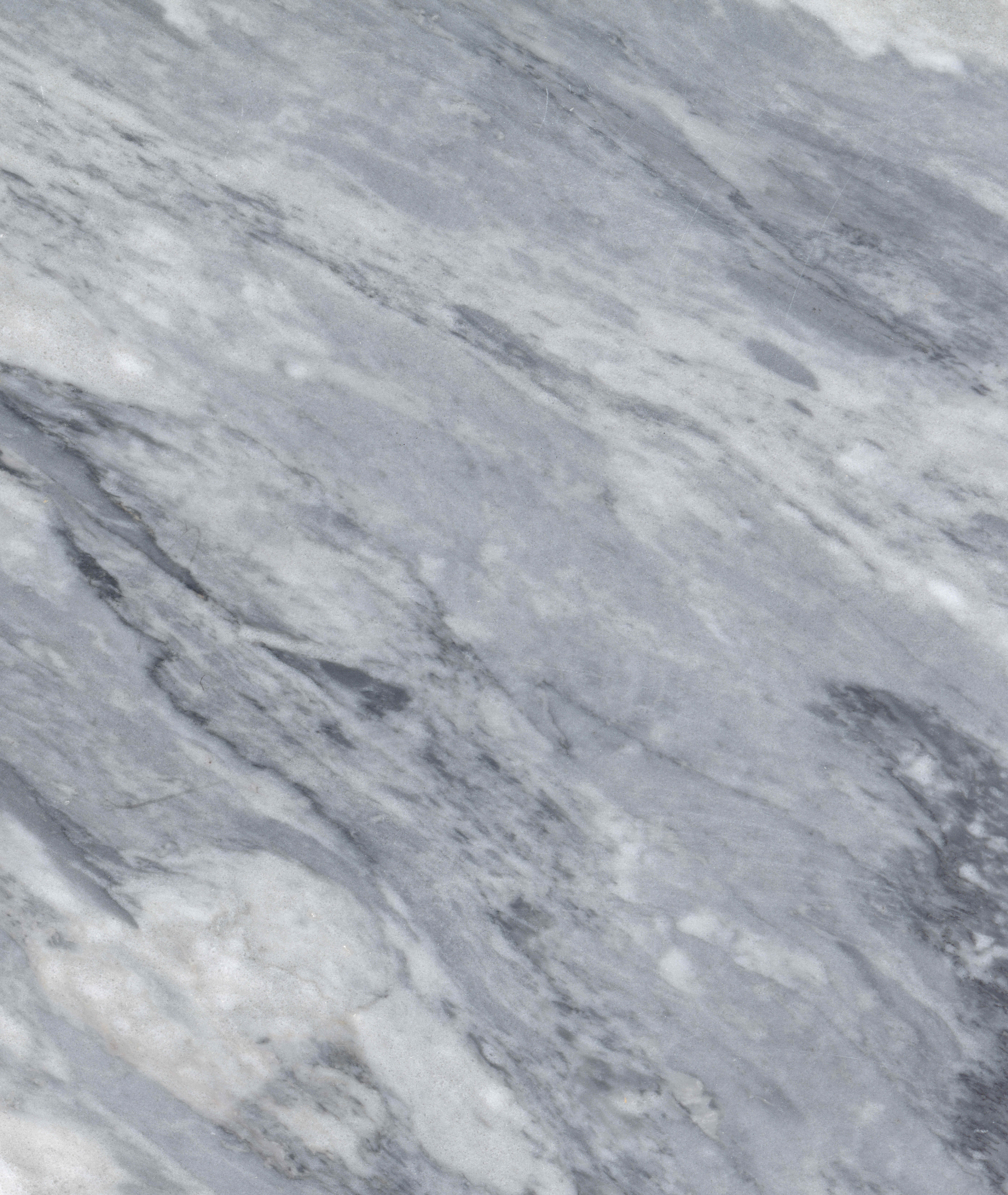
Bardiglio

Le Bardiglio (de l'espagnol  pardillo, diminutif de pardo ; gris) est un marbre constitué de calcaire saccharoïde, aux tonalités grises ou bleuâtres, caractéristique principalement des Alpes apuanes. Il se trouve aussi dans les régions alpines et en Sardaigne.

## Usage
Dans les constructions, il s'utilise, aussi bien en intérieur qu'en extérieur, comme matériaux de revêtement.

## Histoire
Le marbre de bardiglio a aussi été extrait des carrières d'Aymavilles, Vallée d'Aoste, aux environs de 300 avant Jésus-Christ.
Il a beaucoup été utilisé à cette époque en décoration, parement des monuments publiques d'Augusta Pretoria, l'actuel Aosta.
Dans le bassin de Colonnata de l'aire de Carrare , il est extrait  depuis l'époque augustéenne, de la carrière de Gioa, le bardiglio nuvolato,  bardiglietto et  le Bardiglio Cappella, et aussi à  Fossaficola, (un très beau bardiglio  décrit  par Strabon,  Fossacava,    Calagio, et  dans la vallée de Miseglia.
On l'importait dès l'époque romaine par voie maritime en  Gaule, où ils  servait à de constructions de monuments antiques:   le  Théâtre antique d'Arles, Théâtre antique de Fourvière à Lyon  (mosaïques) contiennent du marbre bleu turquin de Cappella   
Article détaillé : Histoire de Carrare (it)

## Description
Il existe trois types principaux de bardiglio,   « commun »,   « sombre » et   « fleuri ». 
- Le  bardiglio commun, abondant à s  Serravezza et à Stazzema, dans les Alpes Apuanes, possède une structure saccaroïde ou ceroïde et  une grande aptitude pour le polissage. La couleur est pâle ou bleuâtre, azurée, avec des nuances  pour le  bardiglio fiorito,  appartient bien au groupe  de marbres.
- Quand ses veines, au lieu d'être simplement sinueuses, ressemblent à des espèces de fleurs, on le nomme bardiglio fiorito (« marbre barbouillé et fleuri »). Le bardiglio fiorito s'exploite à Montalto dans la carrière de la montagne de    Retignano, près Stazzema.

La couleur foncée est plus ou moins  grande   en raison de la présence de la pyrite microcristalline.  Les  bigio de Vérone des Asturies  sont très semblables au bardiglio pour leur teinte et leur structure. 
- Le bardiglio sombre se distingue par une teinte plus foncée et une présence plus petite de teintes blanches dans les veines.

Mal défini « bardiglio » (bardiglio di Bergamo) vulpinite est également extrait de Costa Volpino, au nord de Bergame, dont l'apparence est semblable à celui de marbre de Bardiglio, même s'il est un  sulfate  de  calcium  anhydrite, qui appartient à la famille  des  gypses.
Les  marbres bardiglio dans sa variété de couleurs, appartiennent à la famille marbres dont font également partie du marbre blanc cipolin. Ce sont des matériaux de dureté moyenne et la traitabilité facile. Très souvent, ils sont employés  dans le revêtement, les revêtements de sol,  les seuils de fenêtre.
C'est un matériau qui  était extrêmement recherché, surtout en France. Comme le bleu turquin, on l'exploite  beaucoup,   en blocs de  grande dimension. Son prix était autrefois  supérieur à celui du ravaccione,  aussi élevé que le plus beau marbre statuaire. 
Il   existe   d'autres appellations : le bardiglio scurro est le marbre bleu turquin ; le bardiglio orbicolato est le bardiglio orbiculaire.

## Localisation
Ses carrières sont situées principalement sur le territoire des communes suivantes: Seravezza, Carrare, Vagli Sotto, Massa, Minucciano, Stazzema, Retignano, Fivizzano, Montignoso, Pietrasanta, Molazzana. Plusieurs variétés se distinguent parmi lesquelles : 
- Bardiglio bora à Massa frazione ou lieu-dit Forno-cerignano
- Bardiglio borella  à  Stazzema frazione ou lieu-dit Arni
- Bardiglio capella à Seravezza frazione ou lieu-dit La Cappella
- Bardiglio carrara à Carrare frazione ou lieu-dit Fosso Cardellino
- Bardiglio cervaiole à Seravezza frazione ou lieu-dit Monte Altissimo
- Bardiglio costa  à Seravezza frazione ou lieu-dit Monte Costa
- Bardiglio fiorito à Stazzema frazione ou lieu-dit Pontestazzemese
- Bardiglio fiorito à Stazzema frazione ou lieu-dit Monte Alto, Retignano
- Bardiglio fiorito à Minucciano frazione ou lieu-dit Gorfigliano
- Bardiglio imperiale à Minucciano frazione ou lieu-dit Gorfigliano
- Bardiglio imperiale à cappella à Serravezza frazione ou lieu-dit La Cappella
- Bardiglio nuvolato à Carrare frazione ou lieu-dit Miseglia
- Bardiglio prunelli à Vagli Sotto frazione ou lieu-dit Arnetola
- Bardiglio tigrato à Stazzema frazione ou lieu-dit Pontestazzemese
- Bardiglio tigrato à Stazzema frazione ou lieu-dit Monte Alto, Retignano
- Bardiglio bleu turquin à Seravezza
- Bardiglio unito  à Massa frazione ou lieu-dit Biforco-alberghi
- Bardiglio  vagli à Vagli Sotto frazione ou lieu-dit Arnetola

## Autres appellations
- Bardiglio de Bergame,  originaire du Valcamonica (principalement sur la commune de Costa Volpino), est une roche sédimentaire constituée d'anhydrite saccharoïde, de couleur grise bleuâtre, semblable aux marbres bardigli (pluriel de bardiglio). En construction, il n'est pas utilisé en revêtement externe en raison de sa faible résistance.